# Polymerurus corumbensis
Polymerurus corumbensis is een buikharige uit de familie Chaetonotidae. Het dier komt uit het geslacht Polymerurus. Polymerurus corumbensis werd in 1991 voor het eerst wetenschappelijk beschreven door Kisielewski. 